# Nijensleek
Nijensleek est un village situé dans la commune néerlandaise de Westerveld, dans la province de Drenthe. Le 1er janvier 2021, le village comptait 565 habitants.